# Knowledge of Language
Knowledge of Language é um livro de linguística escrito pelo linguista estadunidense Noam Chomsky, publicada originalmente em 1986. Nesta obra, Chomsky trata de tópicos da filosofia da linguagem e da filosofia da mente. Argumenta-se que o estudo de estruturas linguísticas fornece uma visão sobre o funcionamento da mente humana.